# Colonius
Der Colonius ist der ab 1978 gebaute und am 3. Juni 1981 eingeweihte Fernmeldeturm an der Inneren Kanalstraße in Köln-Neustadt-Nord. Es ist der höchste in Nordrhein-Westfalen und der siebthöchste Fernmeldeturm in Deutschland. Zum Zeitpunkt seiner Fertigstellung war der Colonius 252,9 Meter hoch. Anfang der 1990er Jahre wurde die Turmspitze ausgewechselt und durch eine längere ersetzt. Die Höhe beträgt nun 266 Meter. Im April 2004 wurde diese Turmspitze mit Hilfe eines Hubschraubers ausgetauscht, um die Ausstrahlung von Digitalfernsehen im Köln-Bonner Raum zu ermöglichen. Die Turmhöhe blieb dabei konstant. Der Turm wurde von der Dyckerhoff & Widmann AG gebaut und 2022 unter der Nummer 8806 in die Denkmalliste der Stadt Köln eingetragen. Am 9. März 2025 wurde der Tatort Colonius, der zum Teil im Colonius gedreht wurde, erstmals ausgestrahlt.

## Bauwerk
In 166 Meter Höhe befindet sich eine dreigeschossige Turmkanzel, deren untere Stockwerke die Cafeteria mit einer seit 1999 geschlossenen Aussichtsplattform sowie ein Restaurant mit einem drehbaren Sitzbereich beherbergen. Im oberen Geschoss der Turmkanzel sind technische Anlagen der Deutschen Telekom untergebracht. Bis 1994 war in dieser Etage auch ein Funk-Leitplatz der Telekom untergebracht. Er hatte die Aufgabe, verschiedene Sender und Funkstrecken zu überwachen und zu steuern. Auf den Turm führen zwei Aufzüge, die eine Geschwindigkeit von sechs Metern pro Sekunde erreichen, ein dritter Aufzug, der bis auf 174 Meter Höhe auf eine Technikebene fährt, und eine Treppe mit 925 Stufen. Außen an der Kanzel ist eine Leuchtreklame der Telekom befestigt. Im Mai 2022 wurde der Turm in die Denkmalliste der Stadt Köln eingetragen.

## Drehrestaurant und Diskothek
Der zweistöckige Besucherbereich ist nicht mehr für die Öffentlichkeit zugänglich. Seit 1994 findet sich kein Pächter für das Drehrestaurant und die darüber liegende, zeitweise als Diskothek genutzte Fläche. Die Diskothek geriet in den frühen 1990er Jahren in die Schlagzeilen, als zu Silvester eine Panik wegen Überfüllung unter den Gästen ausbrach. Die Aussichtsplattform ist seit 1999 geschlossen.

## Neue Mieter
Der Funkturm wurde 2008 anlässlich des Architekturfestivals Plan 08 mittels einer Lichtinszenierung in eine Skulptur verwandelt. Die gestaltende Architektengruppe plante, ab 2010 mit dem Colonius Award, einen dann jährlich wiederkehrenden Wettbewerb zwischen international tätigen Lichtkünstlern, den Turm wiederzubeleben. Dieses Ziel fand bis heute keine Realisierung. In den Büroräumen des Eingangsbaus befinden sich seit 2009 zwei Architekturbüros.

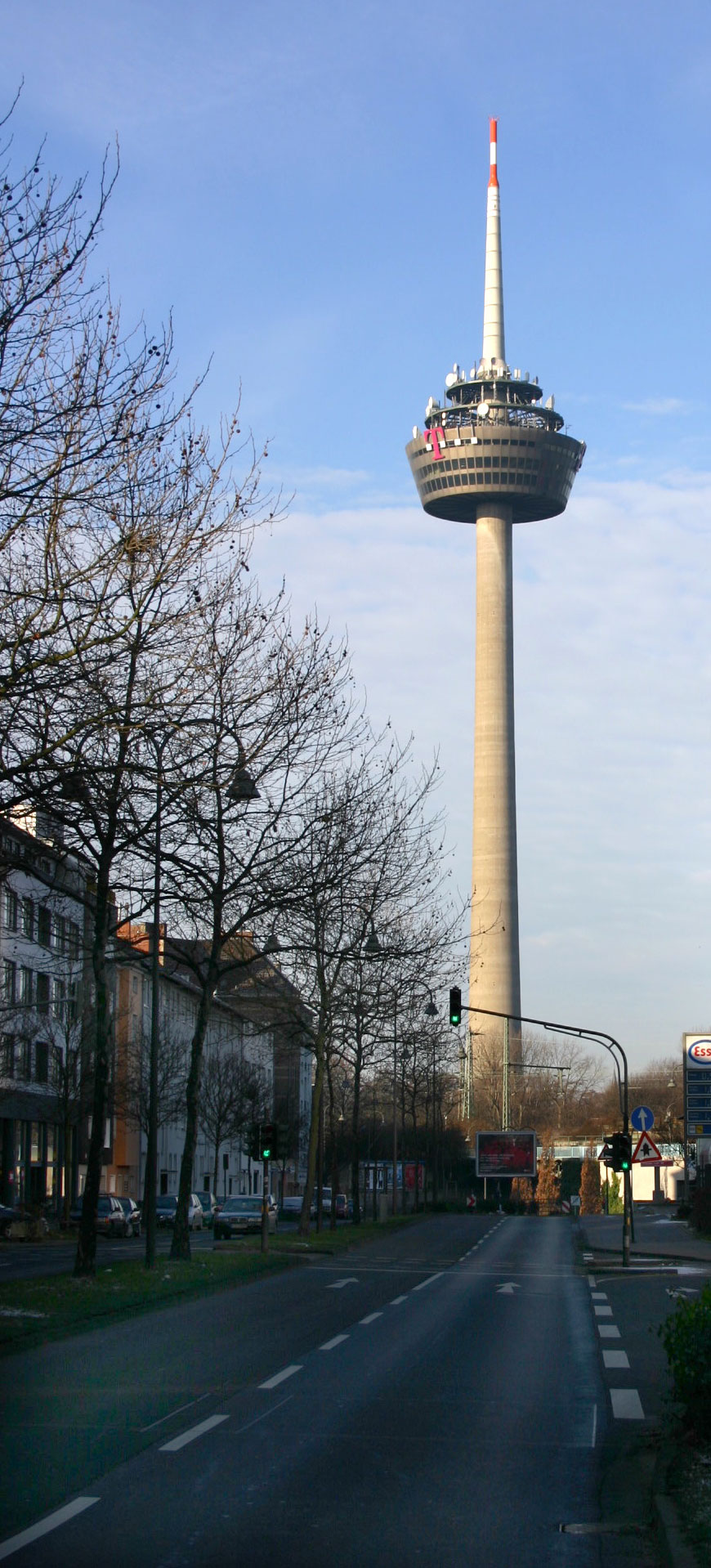
Ansicht vom Mediapark aus
- Nutzung als Werbefläche (2017)
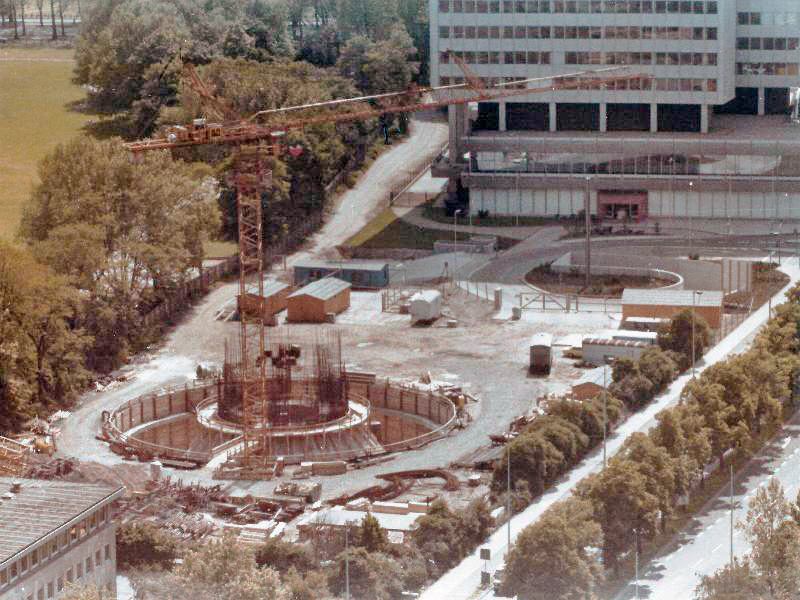
Baubeginn 1978
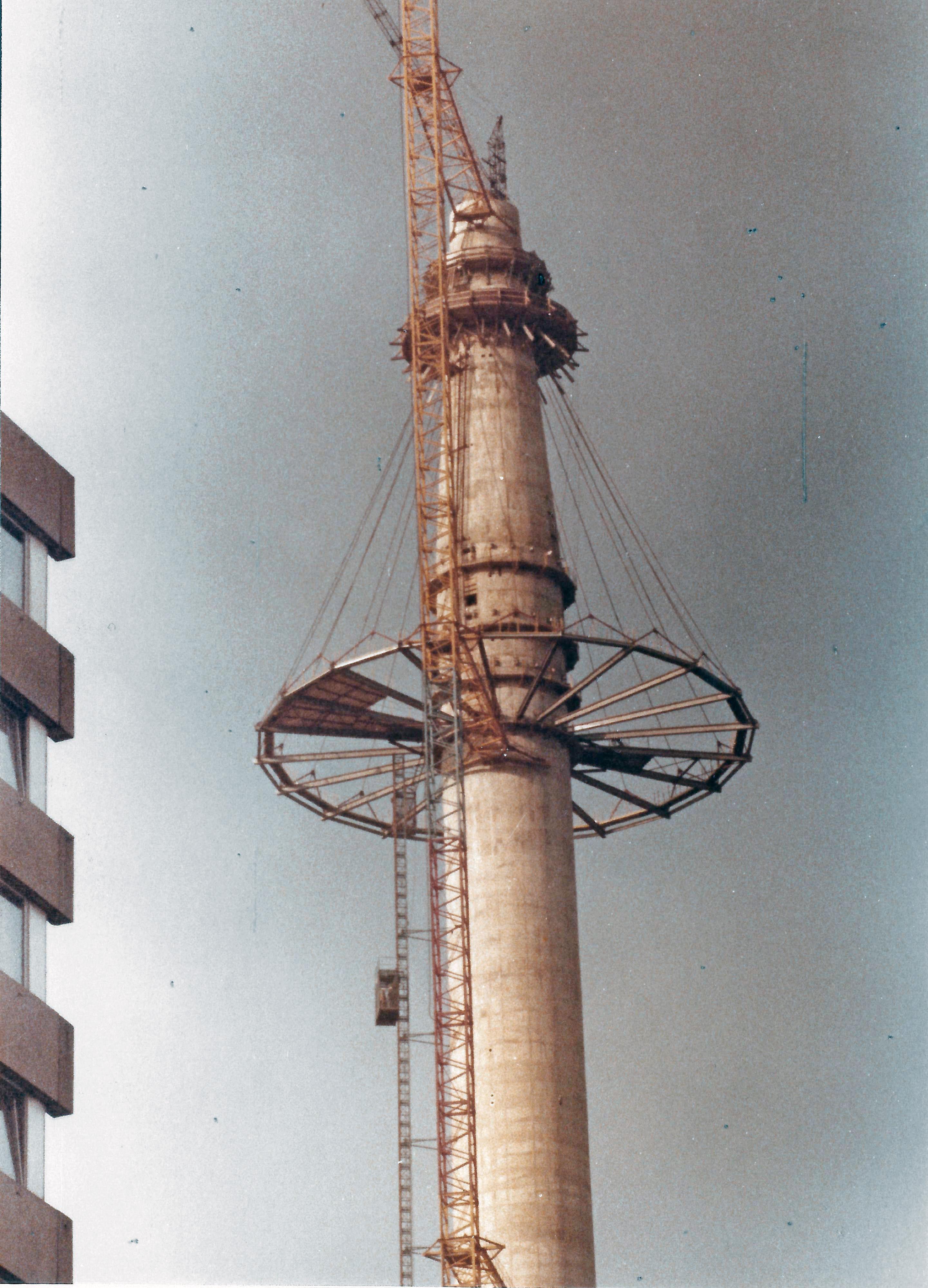
Bau des Turmkorbs

## Aktuelle Funkaussendungen
Beim Antennendiagramm sind im Falle gerichteter Strahlung die Hauptstrahlrichtungen in Grad angegeben.

### Analoger Hörfunk (UKW)
Der Colonius ist neben dem Fernmeldeamt in der Sternengasse in Altstadt-Süd (Radio Köln auf 107,1 MHz mit 0,5 kW, Deutschlandfunk auf 91,3 MHz mit 0,05 kW, Kölncampus auf 100,0 MHz mit 0,05 kW, NRW1 auf 89,9 MHz mit 0,035 kW und Domradio auf 101,7 MHz mit 0,03 kW), dem Kölnturm im Mediapark in Neustadt-Nord (WDR 2 Köln auf 98,6 MHz mit 0,4 kW, WDR Eins Live auf 87,6 MHz mit 0,3 kW und Deutschlandradio Kultur auf 89,9 MHz mit 0,03 kW) und dem Pollonius in Poll (Radio Berg auf 99,7 MHz mit 0,5 kW) einer von vier UKW-Senderstandorten in Köln. Obwohl der Colonius mit Abstand der beste UKW-Standort im Kölner Stadtgebiet ist, wird er gegenwärtig nicht zur Rundfunkversorgung der Stadt Köln selbst genutzt. Aus einer Höhe von 191 m wird Radio Erft mit einer Leistung von 1,0 kW in den Rhein-Erft-Kreis gerichtet auf der Frequenz 105,8 MHz abgestrahlt. Trotz Richtstrahlung ist dieser Sender in der gesamten Kölner Bucht zwischen Bonn und Düsseldorf bis nach Aachen gut zu empfangen.
| Frequenz (MHz) | Programm   | RDS PS   | RDS PI | Regionalisierung | ERP (kW) | Antennendiagramm rund (ND)/gerichtet (D) | Polarisation horizontal (H)/vertikal (V) |
| -------------- | ---------- | -------- | ------ | ---------------- | -------- | ---------------------------------------- | ---------------------------------------- |
| 105,8          | Radio Erft | __ERFT__ | D49A   | –                | 1        | D (120°–360°)                            | H                                        |

### Digitales Radio (DAB/DAB+)
DAB und dessen Nachfolgestandard DAB+ wird in vertikaler Polarisation und im Gleichwellenbetrieb mit anderen Sendern ausgestrahlt. Der landesweite Multiplex im DAB-Kanal 11D wird vom WDR-Standort auf dem Kölnturm ausgestrahlt.
Seit dem 29. Oktober 2021 wird zusätzlich der landesweite private Multiplex auf Kanal 9D verbreitet.
| Block                       | Programme (Datendienste) | ERP (kW) | Antennen- diagramm rund (ND), gerichtet (D) | Polarisation horizontal (H)/ vertikal (V) | Gleichwellennetz (SFN) |
| --------------------------- | --- | -------- | ------------------------------------------- | ----------------------------------------- | --- |
| 5C DRDeutschland (D__00188) | DAB+-Multiplex der Media Broadcast: - Absolut relax (72 kbps) - Dlf (104 kbps) - Dlf Kultur (112 kbps) - Dlf Nova (104 kbps) - DRadio DokDeb (48 kbps) - Energy Digital (72 kbps) - ERF Plus (64 kbps) - Klassik Radio (72 kbps) - Radio Bob (72 kbps) - Radio Horeb (48 kbps) - Radio Schlagerparadies (64 kbps) - Schwarzwaldradio (64 kbps) - sunshine live (72 kbps) - DRadio Daten (32 kbps Daten) - EPG Deutschland (16 kbps Daten) - TPEG (16 kbps Daten) - TPEG_MM (16 kbps Daten) | 10       | ND                                          | V                                         | - Baden-Württemberg: Aalen, Baden-Baden (Fremersberg), Bad Mergentheim, Blauen, Brandenkopf, Donaueschingen, Feldberg im Schwarzwald, Freiburg (Vogtsburg-Totenkopf), Geislingen (Oberböhringen), Großerlach (Hohe Brach), Heidelberg (Königstuhl), Heilbronn (Schweinsberg), Hochrhein (Rickenbach), Hornisgrinde, Pforzheim (Schömberg-Langenbrand), Raichberg, Ravensburg (Höchsten), Reutlingen, Stuttgart (Frauenkopf), Ulm (Kuhberg) - Bayern: Amberg (Hirschau), Aschaffenburg (Pfaffenberg), Augsburg (Hotelturm), Bad Tölz (Gaißach), Bamberg (Geisberg), Büttelberg, Brotjacklriegel, Dillberg, Grünten, Herzogstand, Hochberg (Traunstein), Hoher Bogen, Inntal (Ebbs), Ingolstadt (Gelbelsee), Kreuzberg/Rhön, Landshut (Altdorf), München (Olympiaturm), Nennslingen (Büchelberg), Nürnberg, Oberammergau, Ochsenkopf, Passau, Pfänder, Pfaffenhofen, Pfarrkirchen, Pfronten, Regensburg (Hohe Linie), Unterringingen, Untersberg, Wendelstein (Bayrischzell), Würzburg (Frankenwarte) - Berlin: Berlin (Alexanderplatz), Berlin (Scholzplatz) - Brandenburg: Bad Belzig, Booßen, Brandenburg/Havel, Calau, Casekow, Cottbus, Eisenhüttenstadt, Petkus, Pritzwalk, Templin - Bremen: Bremen (Walle), Bremerhaven-Schiffdorf - Hamburg: Hamburg (Moorfleet), Hamburg (Heinrich-Hertz-Turm) - Hessen: Bad Hersfeld (Rimberg), Biedenkopf (Sackpfeife), Fulda (Hummelskopf), Frankfurt (Europaturm), Gelnhausen (Schnepfenkopf), Gießen (Dünsberg), Großer Feldberg, Hardberg, Hohe Wurzel, Hoher Meißner, Kassel (Habichtswald), Mainz-Kastel - Mecklenburg-Vorpommern: Garz (Rügen), Güstrow, Malchin, Neubrandenburg-Süd, Rostock (Toitenwinkel), Röbel, Schwerin (Zippendorf-Gr.Dreesch), Torgelow, Wismar/Rüggow, Züssow - Niedersachsen: Aurich-Popens, Braunschweig (Broitzem), Braunschweig (Drachenberg), Cuxhaven-Stadt, Dannenberg, Göttingen (Bovenden-Osterberg), Hannover (Telemax), Lingen, Lüneburg-Neu Wendhausen, Molbergen-Peheim, Osnabrück (Bramsche-Schleptruper Egge), Hildesheim (Sibbesse), Steinkimmen, Uelzen, Visselhövede, Wilhelmshaven - Nordrhein-Westfalen: Aachen (Karlshöhe), Bielefeld (Hünenburg), Bonn (Venusberg), Dortmund (Florianturm), Düsseldorf (Rheinturm), Eggegebirge, Herscheid, Hochsauerland (Hunau), Hürtgenwald-Großhau, Köln (Colonius), Langenberg, Lügde-Rischenau (Köterberg), Minden (Jakobsberg), Münster (Fernmeldeturm), Schöppingen, Siegen-Süd, Wesel - Rheinland-Pfalz: Bad Kreuznach (Schanzenkopf), Bad Marienberg (Westerwald), Bornberg, Daun (Eifel), Edenkoben (Kalmit), Heckenbach-Schöneberg (Ahrweiler), Idar-Oberstein, Kaiserslautern, Kettrichhof, Koblenz (Kühkopf), Trier (Petrisberg) - Saarland: Merzig-Merchingen, Saarbrücken (Schoksberg) - Sachsen: Chemnitz, Dresden, Geyer, Leipzig, Löbau, Neustadt, Oschatz, Schöneck, Zwickau Ost - Sachsen-Anhalt: Brocken, Burg, Dequede, Petersberg, Pettstädt (Weißenfels), Schneidlingen, Wittenberg - Schleswig-Holstein: Bungsberg, Flensburg, Heide, Helgoland, Hennstedt, Kiel (Kronshagen), Lübeck (Stockelsdorf), Schleswig, Niebüll (Süderlügum), Westerland (Sylt) - Thüringen: Bleßberg (Sonneberg), Erfurt-Hochheim, Gera, Inselsberg, Jena (Oßmaritz), Kulpenberg, Saalfeld (Remda), Lobenstein (Sieglitzberg), Weimar (Ettersberg) |
| 9B Antenne DE (D__00359)    | DAB-Block von Antenne Deutschland: - 80s80s (72 kbps) - 90s90s (72 kbps) - Absolut Bella (72 kbps) - Absolut Germany (72 kbps) - Absolut HOT (72 kbps) - Absolut Oldie (72 kbps) - Absolut TOP (72 kbps) - AIDAradio (72 kbps) - Ballermann Radio (72 kbps) - Beats Radio (72 kbps) - Brillux Radio (72 kbps) - Nostalgie (72 kbps) - Oldie Antenne (72 kbps) - RTL Radio (72 kbps) - Rock Antenne (72 kbps) - Toggo Radio (72 kbps)                                                       | 11       | ND                                          | V                                         | - Baden-Württemberg: Aalen, Baden-Baden (Fremersberg), Heidelberg (Königstuhl), Heilbronn (Schweinsberg), Pforzheim (Schömberg-Langenbrand), Stuttgart (Frauenkopf) - Hessen: Fulda (Hummelskopf), Frankfurt (Europaturm), Gelnhausen (Schnepfenkopf), Gießen (Dünsberg), Großer Feldberg, Hardberg, Kassel (Habichtswald), Mainz-Kastel - Nordrhein-Westfalen: Aachen (Karlshöhe), Bonn (Venusberg), Dortmund (Florianturm), Düsseldorf (Rheinturm), Herscheid, Köln (Colonius), Langenberg, Münster (Fernmeldeturm), Siegen-Süd, Wesel - Rheinland-Pfalz: Bornberg, Koblenz (Kühkopf), Trier (Petrisberg) - Saarland: Saarbrücken (Schoksberg) |
| 9D Mein NRW DAB+ (D__00517) | DAB-Block von audio.digital NRW: - 80er Radio Harmony (72 kbps) - Antenne NRW (72 kbps) - bigFM (NRW) (72 kbps) - Energy NRW (72 kbps) - Kulthitradio (72 kbps) - Noxx (72 kbps) - NRW1 (72 kbps) - Oldie Antenne (72 kbps) - Radio 21 NRW (72 kbps) - Radio Bollerwagen (72 kbps) - Radio Holiday (72 kbps) - Radio Paloma (NRW) (72 kbps) - Radio Paradiso (72 kbps) - Star FM (72 kbps) - Radio Teddy NRW (72 kbps) - Schlager Radio (NRW) (72 kbps)                                    | 10       | ND                                          | V                                         | - Region Aachen: Aachen (Karlshöhe) - Bergisches Land: Wuppertal (Küllenhahn) - Rheinland: Bonn (Venusberg), Köln (Colonius) - Rhein-Ruhr: Düsseldorf (Rheinturm), Essen, Wesel - Ruhrgebiet: Dortmund (Florianturm) - Münsterland: Münster (Fernmeldeturm), Schöppingen - Ostwestfalen-Lippe: Bielefeld (Hünenburg), Eggegebirge, Lügde-Rischenau (Köterberg), Minden (Jakobsberg) - Südwestfalen: Herscheid, Hochsauerland (Hunau), Siegen-Süd |

### Digitales Fernsehen (DVB-T2 HD)

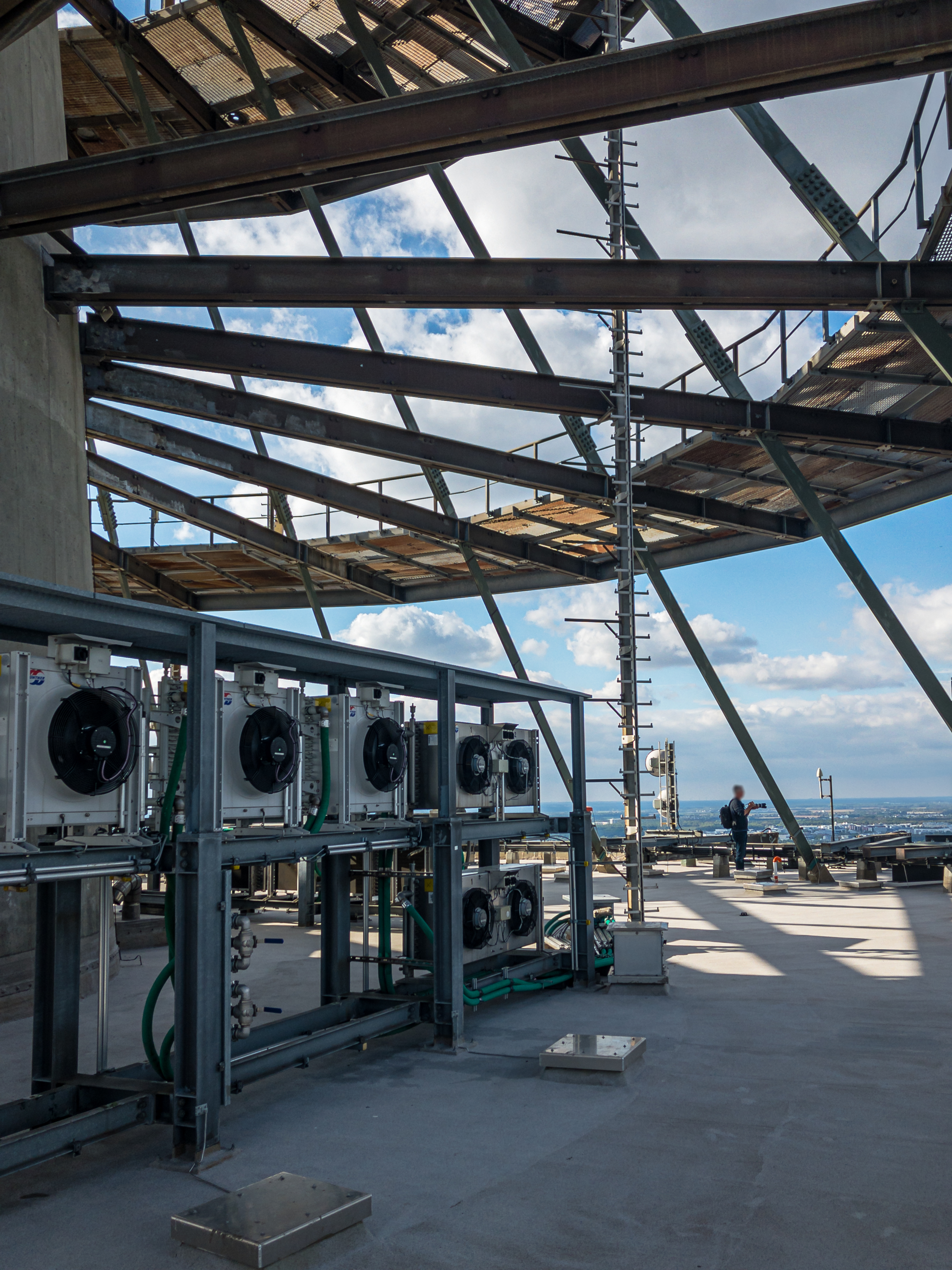
Kühlanlagen auf der Antennenplattform des Colonius (Foto: 2020)

Zusätzlich zur bestehenden DVB-T-Verbreitung strahlte der Colonius bereits ab dem 31. Mai 2016 ein Programmbouquet aus Das Erste, RTL, ProSieben, SAT.1, VOX und ZDF im Standard DVB-T2 HD mit HEVC Bildcodierung auf dem Kanal 43 aus.
Die Umstellung in den Regelbetrieb für alle Programme war am 29. März 2017. Die DVB-T2-Ausstrahlungen erfolgen im Gleichwellenbetrieb (Single Frequency Network) mit anderen Standorten. Die öffentlich-rechtlichen Sender sind frei empfangbar (FTA), die Privatsender werden über die Plattform freenet TV größtenteils verschlüsselt ausgestrahlt.
| Kanal | Frequenz (MHz) | Multiplex        | Programme im Multiplex | ERP (kW) | Antennendiagramm rund (ND)/gerichtet (D) | Polarisation horizontal (H)/ vertikal (V) | Modulations- verfahren | FEC | Guard- intervall | Bitrate (MBit/s) |
| ----- | -------------- | ---------------- | --- | -------- | ---------------------------------------- | ----------------------------------------- | ---------------------- | --- | ---------------- | ---------------- |
| 26    | 514            | WDR (West)       | - Das Erste HD - arte HD - One HD - WDR HD Aachen - WDR HD Bonn - WDR HD Köln                                                              | 50       | ND                                       | V                                         | 64-QAM                 | 3/5 | 19/128           |                  |
| 29    | 538            | ZDF              | - ZDF HD - ZDFinfo HD - ZDFneo HD - 3sat HD - KiKa HD                                                                                      | 20       | ND                                       | V                                         | 64-QAM                 | 3/5 | 19/128           |                  |
| 35    | 586            | ARD              | - MDR Fernsehen HD (Sachsen-Anhalt) - NDR Fernsehen HD (Niedersachsen) - phoenix HD - SWR Fernsehen HD (Rheinland-Pfalz) - tagesschau24 HD | 50       | ND                                       | V                                         | 64-QAM                 | 1/2 | 19/128           |                  |
| 36    | 594            | Freenet TV Mux 3 | - bibel.TV HD (FTA) - Disney Channel HD - DMAX HD - Eurosport1 HD - HSE24 HD (FTA) - N24 HD - nickelodeon HD / Nicknight HD - QVC HD (FTA) | 50       | ND                                       | V                                         | 64-QAM                 | 2/3 | 1/16             |                  |
| 40    | 626            | Freenet TV Mux 1 | - n-tv HD - RTL HD - RTL II HD - RTL Nitro HD - Super RTL HD - Tele 5 HD - VOX HD                                                          | 50       | ND                                       | V                                         | 64-QAM                 | 2/3 | 1/16             |                  |
| 43    | 650            | Freenet TV Mux 2 | - kabel eins HD - ProSieben HD - ProSieben Maxx HD - Sat.1 Gold HD - Sat.1 HD (NRW) - sixx HD - sport1 HD                                  | 50       | ND                                       | V                                         | 64-QAM                 | 2/3 | 1/16             |                  |

### eMessage
Betreiber des Funkdienstes: e*Message Deutschland GmbH
| Frequenz (MHz) | ERP (kW) | Antennendiagramm rund (ND)/gerichtet (D) |
| -------------- | -------- | ---------------------------------------- |
| 466            | 0,1      | ND                                       |

### Sonstiges
Betreiber des Funkdienstes: DFMG Köln
| Frequenz (MHz) | ERP (kW) | Antennendiagramm rund (ND)/gerichtet (D) |
| -------------- | -------- | ---------------------------------------- |
| 422            | 0,1      | ND                                       |
| 11200          | 707      | D (167°)                                 |

## Frühere Programme und Frequenzen

### Digitales Fernsehen (DVB-T)
Am Colonius endete am 29. März 2017 der Regelbetrieb im alten DVB-T-Standard.
Ehemaliges Angebot:
| 26 | 514 | ZDFmobil                                                              | - ZDF - 3sat - ZDFinfo - KiKA/ZDFneo | 20 | ND | V | 16-QAM (8-k-Modus) | 2/3 | 1/4 | 13,27 | Colonius (Köln-Ehrenfeld), Bonn (Venusberg), Aachen (Stolberg-Donnerberg), Aachen (Karlshöhe-Mulleklenkes), Gummersbach (Kerberg), Hohe Warte/Engelskirchen (Ründeroth)                        |
| 29 | 538 | RTL Group 1)                                                          | - RTL Television (Nordrhein-Westfalen) - RTL II - Super RTL - VOX | 20 | ND | V | 16-QAM (8-k-Modus) | 2/3 | 1/4 | 13,27 | Colonius (Köln-Ehrenfeld), Bonn (Venusberg), Wesel (Büderich), Düsseldorf (Rheinturm), Langenberg/Velbert (Hordtberg), Essen (Holsterhausen-Am Fernmeldeamt), Dortmund (Westfalenpark-Florian) |
| 36 | 594 | Gemischt privat Nordrhein-Westfalen (T-Systems, BetaDigital [Tele 5]) | - Tele 5 - Eurosport - sixx - RTL Nitro - multithek (HbbTV-Dienst mit mehreren Streams) | 20 | ND | V | 16-QAM (8-k-Modus) | 2/3 | 1/4 | 13,27 | Colonius (Köln-Ehrenfeld), Bonn (Venusberg) |
| 49 | 698 | ARD regional (WDR) Köln/Bonn                                          | - WDR Fernsehen (Köln) - MDR Fernsehen Sachsen-Anhalt, Mo.–Sa. 19:30–20:00 Uhr: WDR Fernsehen Bonn - NDR Fernsehen Niedersachsen, Mo.–Sa. 19:30–20:00 Uhr: WDR Fernsehen Aachen - SWR Fernsehen Rheinland-Pfalz | 50 | ND | V | 64-QAM             | 1/2 | 1/4 | 14,93 | Colonius (Köln-Ehrenfeld), Bonn (Venusberg), Gummersbach (Kerberg), Hohe Warte/Engelskirchen (Ründeroth)                                                                                       |
| 50 | 706 | ARD Digital (WDR)                                                     | - Das Erste (WDR) - ARTE - Phoenix - Einsfestival | 50 | ND | V | 16-QAM (8-k-Modus) | 2/3 | 1/4 | 13,27 | Colonius (Köln-Ehrenfeld), Bonn (Venusberg), Aachen (Stolberg-Donnerberg), Aachen (Karlshöhe-Mulleklenkes), Gummersbach (Kerberg), Hohe Warte (Engelskirchen Ründeroth)                        |
| 53 | 730 | ProSiebenSat.1 Media Nordrhein-Westfalen                              | - ProSieben - Sat.1 (NRW) - kabel eins - N24 - ProSieben Maxx | 20 | ND | V | 16-QAM (8-k-Modus) | 2/3 | 1/4 | 13,27 | Colonius (Köln-Ehrenfeld), Bonn (Venusberg) |

1) eventuelle Abschaltung zum 31. Dezember 2016

### Analoges Fernsehen
Bis zur Umstellung auf digitales Fernsehen war ein analoger Grundnetzsender für das 1. Programm der ARD in Betrieb.
| Kanal | Frequenz (MHz) | Programm        | ERP (kW) | Sendediagramm rund (ND)/ gerichtet (D) | Polarisation horizontal (H)/ vertikal (V) |
| ----- | -------------- | --------------- | -------- | -------------------------------------- | ----------------------------------------- |
| 11    | 217,25         | Das Erste (WDR) | 10       | ND                                     | H                                         |

Weitere Funkdienste sind die Richtfunkanlagen der T-Systems.

## Dokumentarfilm
- Geheimnis "Colonius": Ein Turm wird zum Kultsymbol (WDR 23. Juni 2023), 44 min, abrufbar in der ARD-Mediathek bis 26. März 2026